# Gun Frontier (OAV)
 (avril 2019).
Si vous disposez d'ouvrages ou d'articles de référence ou si vous connaissez des sites web de qualité traitant du thème abordé ici, merci de compléter l'article en donnant les références utiles à sa vérifiabilité et en les liant à la section « Notes et références ».
Gun Frontier (ガン フロンティア, Gun Furontia) est une série d'OVA d'animation japonaise en 13 épisodes de 25 minutes réalisée par Soïchiro Zen d'après le manga homonyme de Leiji Matsumoto et diffusée à partir de 2002 directement en DVD.

## Synopsis
Gun Frontier, une planète où la loi du six coups est de rigueur. Albator, un pirate, Toshiro, un samouraï, et Simunola, une superbe voleuse, sillionnent le Far-West à la recherche des semblables de Toshiro.

## Fiche technique
- Titre : Gun Frontier
- Titre original : ガン フロンティア
- Réalisation : Soïchiro Zen
- Scénario : Mugi Kamio d'après Gun Frontier de Leiji Matsumoto
- Personnages : Keisuke Masunaga
- Mecha : Katsumi Itabashi
- Directeur artistique : Makoto Dobashi
- Directeur de l'animation : Ikuo Shimazu
- Musique : Hiroshi Motokura
- Production : AT-X, Maczam, Pronto, Tsuburaya Eizo, Tsuburaya Productions Co., Ltd., TV Tokyo, Vega Entertainment
- Durée : 13 x 25 minutes
- Dates de sortie en DVD :  Japon : 2002

## Doublage
- Eiji Takemoto (VF : Eric Peter) : Harlock
- Kappei Yamaguchi (VF : Eric Chevalier) : Tochirô
- Rica Matsumoto (VF : Dominique Vallee) : Simunora
- ? (VF : Laurence Bréheret) : Asaka
- ? (VF : Adeline Moreau) : Ayame
- ? (VF : Michel Tugot-Doris) : Dr Surusky
- ? (VF : Laurence Bréheret) : Hana
- ? (VF : Olivier Hémon) : Hardnet
- ? (VF : Cyrille Artaux) : Heidelnoir
- ? (VF : Martial Leminoux) : Henagun
- ? (VF : Olivier Hémon) : Joe
- ? (VF : Nathalie Bleynie) : Katrina
- ? (VF : Mathieu Rivolier) : Kozuke
- ? (VF : Patrice Melennec) : Masterson
- ? (VF : Adeline Moreau) : Maya Yukikaze
- ? (VF : Yann Pichon) : Muriguson
- ? (VF : Jean-Michel Cannone) : Nogson
- ? (VF : Thierry Kazazian) : Poca
- ? (VF : Laurence Bréheret) : Sanae
- ? (VF : Françoise Escobar) : Shizuku
- ? (VF : Mathieu Rivolier) : Stahlnen
- ? (VF : Yann Pichon) : Striker
- ? (VF : Françoise Escobar) : Taroc
- ? (VF : Yann Pichon) : Tat Andale
- ? (VF : Arnaud Arbessier) : Tibakosle
- ? (VF : Pascal Montségur) : Utamaro
- ? (VF : Susan Sindberg) : Mme Utamaro
- ? (VF : Cyrille Artaux) : Winchester
- ? (VF : Laurence Bréheret) : Yoneko
- ? (VF : Didier Cherbuy) : Voix additionnelles
- ? (VF : Vincent De Bouard) : Voix additionnelles
- ? (VF : Chantal Baroin) : Voix additionnelles

## Épisodes
1. Départ pour Gun Frontier
2. La Chute de la ville sans alcool
3. Tempête de sable: la chanson de la viande de cheval
4. Duel sous la pluie
5. Ode aux jambes arquées
6. Le Sabre du samuraï dans la plaine
7. La Chambre des illusions
8. Utamaro le sauvage
9. Unchister et le duel de Middleland City
10. Un nabot en colère
11. Matchlock à Jama City
12. Stahlnen
13. Une empreinte pour l'avenir

## DVD
- La série a été directement éditée en coffret de 3 DVD chez Kaze.